# 1956年夏季奥林匹克运动会肯尼亚代表团
1956年夏季奥林匹克运动会肯尼亚代表团是肯尼亚派出的1956年夏季奥林匹克运动会代表团。